# Imperio del crimen

## Comentarios
Western con aires de cine negro de serie B (película de bajo presupuesto) que destaca por ser el primer guion firmado por Blake Edwards, aunque no lo escribió en solitario, sino que colaboró con John C. Champion. Ambos produjeron también la película.
Como curiosidad, John C. Champion y Cathy Downs mantuvieron un romance durante el rodaje de la película.
En España, la película no se estrenó hasta mediados de la década de 1970.
Se rodó en las colinas de California, Lone Pine.
- Datos: Q7131007